# Pram (banda)
Pram é uma banda inglesa de post-rock formada em Birmingham em 1988 pela cantora e tecladista Rosie Cuckston, o guitarrista Matt Eaton, o baterista Andy Weir e a baixista Samantha Owen. As formações subsequentes mudaram com frequência, principalmente com a saída de Cuckston em 2008.  Seu som pop eletrônico, descrito pela AllMusic como "igualmente pitoresco e perturbador",  emprega instrumentos não convencionais e se baseia em influências estilísticas como krautrock , exotica e dub .
O grupo assinou com a Too Pure Records em 1993, onde lançou seu primeiro LP The Stars Are So Big, The Earth Is So Small... Stay as You Are . Mais tarde, eles assinaram com a Domino .   Após o álbum de 2007 The Moving Frontier , eles fizeram um longo hiato, retornando em 2018 com Across the Meridian . 